# Corazón triauricular
El corazón triauricular, corazón triatrial o cor triatriatum es una anomalía congénita poco frecuente en la que existe una membrana fibromuscular que divide, por completo o parcialmente, una de las aurículas, derecha (cor triatriatum dexter) o izquierda (cor triatriatum sinister), y dificulta el aporte de sangre al ventrículo del mismo lado. La variante derecha, que representa aproximadamente el 0.025 % de las cardiopatías congénitas, es más rara que la izquierda, que suma entre el 0.1 y el 0.4 %. Se asocia habitualmente a otras malformaciones. Se desconocen las causas concretas del corazón triauricular.
El cor triatriatum sinister fue descrito en 1868 por William S. Church y Max Borst le dio su nombre en 1905, mientras que el primer reporte de un cor triatriatum dexter lo hizo Carl von Rokitansky en 1875. F. John Lewis y Richard L. Varco practicaron en 1955 la primera reparación quirúrgica de este defecto en un joven de 24 años que murió por causas naturales décadas después, en 2001.

## Síntomas
Entre los síntomas más habituales, se encuentran disnea, ortopnea, fatigabilidad, intolerancia al ejercicio, hemoptisis y palpitaciones.